# Улога (Оклахома)
Улога (енгл. Oologah) град је у америчкој савезној држави Оклахома.

## Демографија
По попису из 2010. године број становника је 1.146, што је 0 (0,0%) становника више него 2000. године.
| Група             | 2000.       | 2010.       |
| Белци             | 626 (70,9%) | 858 (74,9%) |
| Афроамериканци    | 1 (0,1%)    | 1 (0,1%)    |
| Азијати           | 0 (0,0%)    | 11 (1,0%)   |
| Хиспаноамериканци | 9 (1,0%)    | 38 (3,3%)   |
| Укупно            | 883         | 1.146       |